# Brzuchania
Brzuchania – wieś w Polsce położona w województwie małopolskim, w powiecie miechowskim, w gminie Miechów.
W latach 1975–1998 miejscowość administracyjnie należała do województwa kieleckiego. Integralne części miejscowości: Brzuchańskie Dziadówki, Brzuchańskie Góry, Rządowa Strona, Szlachecka Strona.
W miejscowości znajduje się uruchomiony w 2004 r. radar meteorologiczny, jeden z ośmiu sfinansowanych z kredytu udzielonego Polsce przez Bank Odbudowy i Rozwoju na realizację Projektu Likwidacji Skutków Powodzi.

## Osoby związane z miejscowością
- Jan Kowal